# Relaciones Estados Unidos-Marruecos
Las relaciones Estados Unidos-Marruecos son las relaciones diplomáticas entre Estados Unidos y el Reino de Marruecos, que se remontan a la guerra de Independencia de los Estados Unidos (1775-1783) y concretamente al año 1777 cuando el sultán Mohamed III se convirtió en el primer monarca no europeo (Marruecos reconoció la independencia de Estados Unidos en febrero de 1783) en ayudar a los EE. UU. a través del servicio de inteligencia secreto. Marruecos sigue siendo el aliado más antiguo y uno de los más cercanos de los Estados Unidos de América en África del Norte, un estado afirmado por la política de tolerancia cero de Marruecos hacia Al-Qaeda y sus grupos afiliados. Marruecos también ayudó a la Agencia Central de Inteligencia de los Estados Unidos cuestionando a los miembros de al-Qaeda capturados en Afganistán, Irak, Indonesia, Somalia y otros lugares durante la administración del 43.º presidente George W. Bush, quien designó al país como un aliado importante extra-OTAN.
Las relaciones diplomáticas formales de los Estados Unidos con Marruecos comenzaron en 1787, cuando el Senado de los Estados Unidos ratificó el Tratado de Amistad y Paz entre las dos naciones, que se había negociado previamente en 1786. Renegociado en 1836, el tratado aún está en vigor, por lo que constituye la relación de un tratado más larga e ininterrumpida en la historia de los Estados Unidos, en tanto que Tánger es la sede diplomática de los Estados Unidos más antigua del mundo. El edificio de la sede, conocido ahora como el Museo del Legado Americano, también es el único edificio fuera de los Estados Unidos que ahora es un Monumento histórico nacional. Marruecos es también uno de los pocos países en África que aplica una extensión de viajes sin visa a los ciudadanos estadounidenses.
La actual embajada de los Estados Unidos en Marruecos se encuentra en Rabat, mientras que la embajada de Marruecos en los Estados Unidos se encuentra en 1601 21st Street N.W., Washington D. C. 20009.

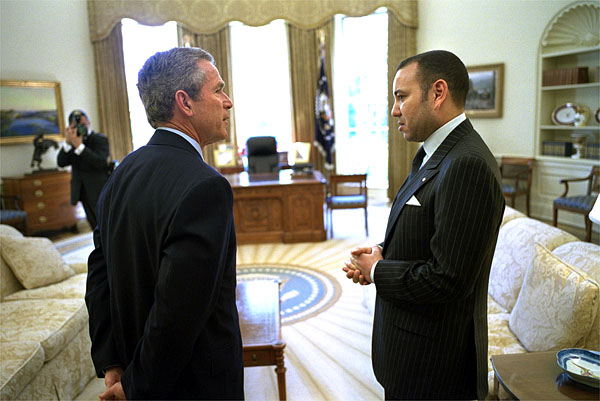
43.º Presidente George W. Bush reunido con el Rey Mohammed VI de Marruecos en la Casa Blanca en Washington D. C. en abril de 2002.

## Historia

### 1777 - 1787
En 1786, bajo el gobierno del Sultán Mohammed III, Marruecos se convirtió en el primer estado africano, y el primer estado musulmán, en firmar un tratado con los Estados Unidos. Entre los antecedentes a ello podemos recordar como, entre 1775 y 1777, el sultán Mohamed III mantuvo relaciones con el servicio secreto que coordinaba Luis de Unzaga y Amézaga 'le Conciliateur' a través de sus cuñados Antonio y Matías de Gálvez para participar en las ayudas que secretamente prestaba a los Estados Unidos de América a través de las Islas Canarias y Luisiana. El 20 de diciembre de 1777, el sultán Mohamed III encargó al cónsul holandés en Salé que escribiera cartas a los mercaderes y cónsules europeos en Tánger, Salé, Larache y Mogador declaran que los barcos que navegan bajo la bandera estadounidense podrían ingresar a los puertos de Marruecos, junto con los países europeos con los cuales Marruecos no tiene vínculos diplomáticos, como Rusia y  Prusia, en las mismas condiciones que gozaban las naciones que tenían relaciones de tratado. La información sobre el deseo de relaciones amistosas del sultán no llegó a Benjamin Franklin, el emisario estadounidense del Reino de Francia en París antes de abril de 1778 como muy pronto. En 1777, Marruecos se convirtió en la primera nación en reconocer oficialmente la independencia de los Estados Unidos. — pero ese "reconocimiento" no incluía el tratado necesario ni el intercambio de embajadores, solo la admisión de barcos estadounidenses.  El sultán Sidi  Muhammad Ibn Abdullah buscó activamente que un diplomático estadounidense negociara un tratado formal, pero mientras tanto, los piratas marroquíes amenazaron a los buques mercantes estadounidenses en el Mar Mediterráneo. Finalmente, Thomas Barclay, el cónsul estadounidense en Francia, llegó a Marruecos en 1786. Allí negoció el Tratado de Amistad marroquí-estadounidense que se firmó ese mismo año más tarde. Europa por los diplomáticos estadounidenses John Adams y Thomas Jefferson y ratificado por el  Congreso de la Confederación (bajo el anterior Artículos de la Confederación y Unión perpetua gobierno) en julio de 1787.
Una de las muchas cartas entre Estados Unidos y Marruecos fue una del primer presidente George Washington a Muhammed Ibn Abdullah. El 1 de diciembre de 1789, ocho meses después de su presidencia, Washington habla sobre su autoridad y liderazgo de los Estados Unidos y la falta de comunicación entre Marruecos y Estados Unidos. En la carta, Washington expresa su pesar por la falta de puntualidad, pero aclara que la inoportuna respuesta se debió a un cambio en el gobierno y el deseo de comunicarse en términos solidificados. Washington también muestra aprecio por las tácticas de iniciativa diplomática de Muhammed Ibn Abdullah para proteger a los barcos estadounidenses de los piratas. Estas acciones son apreciadas debido a la falta de poder que Estados Unidos tenía como país en este momento. Marruecos fue uno de los primeros estados árabes, africanos y musulmanes en firmar un tratado con Estados Unidos. América careció temporalmente de una marina en ese momento, y no pudo defender sus barcos en el Mediterráneo.

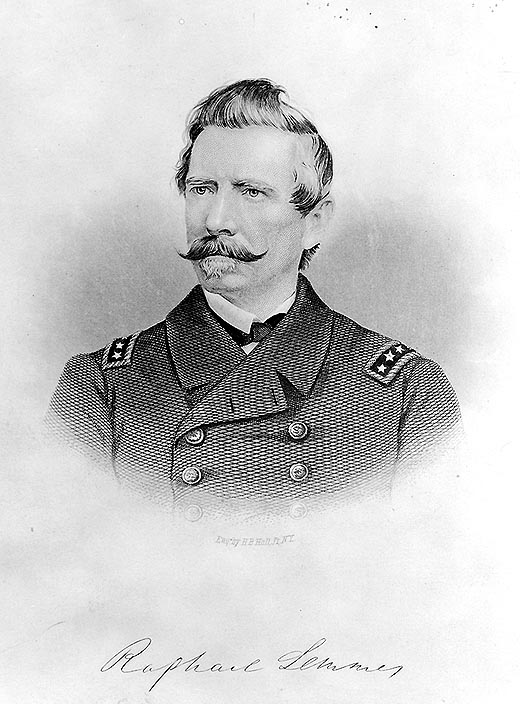
Retrato del Almirante Raphael Semmes que representó a los Estados Confederados de América en Marruecos durante la guerra civil americana aunque Marruecos nunca reconoció formalmente a los Estados Confederados.

### Guerra civil estadounidense
Durante la guerra civil estadounidense, Marruecos reafirmó su alianza diplomática con los Estados Unidos (Unión). Marruecos también se convirtió en el escenario de un colorido episodio de relaciones exteriores y guerra política que involucró al Reino de Marruecos, a los Estados Unidos de América, a los Estados Confederados de América, Francia y Gran Bretaña.
En 1862, los diplomáticos confederados Henry Myers y Tom Tate Tunstall fueron arrestados frente al Consulado Americano en Tánger después de hacer comentarios despectivos sobre los Estados Unidos y su bandera. El cónsul estadounidense, James De Long, escuchó sus burlas y pidió a la policía marroquí que capturara a los hombres. Cuando llegó la noticia del Almirante Confederado Raphael Semmes, quien actuaba como diplomático Confederado en el área, envió despachos a tantos diplomáticos neutrales como había contactado, incluido el Cónsul británico en Marruecos, John Drummond Hay. Semmes le pidió a Hay que se involucrara y alentara a Marruecos a liberar a los prisioneros, a lo que Hay respondió que solo podía transmitir el mensaje, pero no ofrecer ninguna recomendación para acciones, ya que ofrecer una recomendación violaría los términos de neutralidad de Gran Bretaña. Semmes intentó una táctica similar con el cónsul francés, pero sin éxito.
Finalmente, los ciudadanos europeos que viven en Marruecos se reunieron fuera del consulado estadounidense para exigir la liberación de los prisioneros. Durante el calor de la protesta, el teniente comandante estadounidense Josiah Creesey sacó su espada, lo que provocó que la multitud lanzara piedras. Después del episodio, el gobierno marroquí envió un mensaje oficial a Semmes de que no podían reunirse con él para discutir la situación, porque las dos naciones no tenían relaciones diplomáticas formales. Finalmente, los funcionarios de la Unión ordenaron que los dos prisioneros fueran enviados a la prisión de Fort Warren en Boston a través de Cádiz, España. Solo después de que los franceses intervinieron mientras el barco estaba atracado en Cádiz, el presidente Abraham Lincoln emitió una orden oficial para liberar a los prisioneros.
Como resultado del asunto, Lincoln retiró al cónsul De Long. Al sentirse irritados por la respuesta de Marruecos, los Estados Confederados nunca pudieron recuperarse y gestionar las relaciones con Marruecos. En 1863, el Rey de Marruecos emitió una orden oficial que declaraba en parte: "... los Estados Confederados de América están luchando contra el gobierno con el que mantenemos amistad y buenas relaciones... si algún buque de los llamados Estados Confederados ingrese a su puerto, no se recibirá, pero debe ordenarlo en caso de incautación, y actuará sobre este tema en cooperación con los Estados Unidos ... "

### Finales del XIX, principios delsigloXX
Al final de la guerra civil, la primera convención internacional firmada por los Estados Unidos, el Tratado del Faro de Spartel de 1865, trató sobre una ayuda de navegación erigida en el lado marroquí del Estrecho de Gibraltar. El Tratado, ratificado por Marruecos, el presidente Andrew Johnson y nueve jefes de estado europeos, otorgó neutralidad al faro, con la condición de que las diez potencias navales que firmaron el acuerdo asumieran la responsabilidad de su mantenimiento.
A finales del siglo XX, mientras los colonizadores europeos observaban con avidez los recursos de Marruecos y los puertos estratégicamente ubicados, Estados Unidos defendió firmemente el derecho del Reino a su soberanía continua en la Conferencia de Madrid (1880), y nuevamente en el Conferencia de Algeciras en 1906. De hecho, las potencias europeas estaban empeñadas en participar en una guerra continental debido a Marruecos en 1905. El presidente Theodore Roosevelt jugó un papel importante en la solución del asunto durante la Conferencia de Algeciras de 1906. Elihu Root, su secretario de Estado, declaró: "El juego limpio es lo que Estados Unidos pide, por Marruecos y por todas las naciones interesadas, y espera con confianza ese resultado". El presidente Roosevelt ofreció un plan de compromiso que aceptaron las potencias europeas. La propuesta otorgó a Marruecos una mayor autonomía y permitió que todas las naciones europeas comerciaran con Marruecos.
En 1912, después de que Marruecos se convirtió en un protectorado de España y Francia debido a la mala gestión del liderazgo marroquí, los diplomáticos estadounidenses hicieron un llamamiento a las potencias europeas para ejercer el gobierno colonial que garantizaba la tolerancia racial y religiosa.

### Primera Guerra Mundial - Segunda Guerra Mundial
Durante la Primera Guerra Mundial, Marruecos se alineó con las fuerzas aliadas. En 1917 y 1918, los soldados marroquíes lucharon victoriosamente junto a los infantes de marina de los Estados Unidos en Chateau Thierry, Mont Blanc y Soissons.
Con Francia ocupada por los nazis durante la Segunda Guerra Mundial, el Marruecos francés colonial inicialmente se alió con los Poderes del Eje. Cuando los aliados invadieron Marruecos el 8 de noviembre de 1942, los defensores marroquíes cedieron ante los invasores estadounidenses y británicos. Poco después de que Marruecos se rindió, el presidente Franklin D. Roosevelt envió un mensaje al rey de Marruecos, H.E. Mohammed V, elogiándolo por el “admirable espíritu de cooperación que lo anima a usted y a su gente en sus relaciones con las fuerzas de mi país. Nuestra victoria sobre los alemanes, lo sé, inaugurará un período de paz y prosperidad, durante el cual los marroquíes y franceses del norte de África florecerán y prosperarán de una manera que se adapte a su glorioso pasado ".
En la que fue la reunión más importante de los líderes aliados durante la Segunda Guerra Mundial, el presidente Roosevelt, el primer ministro británico Winston Churchill y el comandante francés libre Charles De Gaulle se reunieron durante cuatro días en el suburbio de Anfa en Casablanca en enero de 1943 para discutir la guerra. Durante la Conferencia de Anfa, los Aliados acordaron que el único resultado aceptable del conflicto fue la "rendición incondicional" de las fuerzas del Eje. El presidente Roosevelt también consultó en privado con el rey Mohammed V para asegurarle que Estados Unidos apoyaría la búsqueda de Marruecos de la independencia de Francia.

### 1956 – 2000

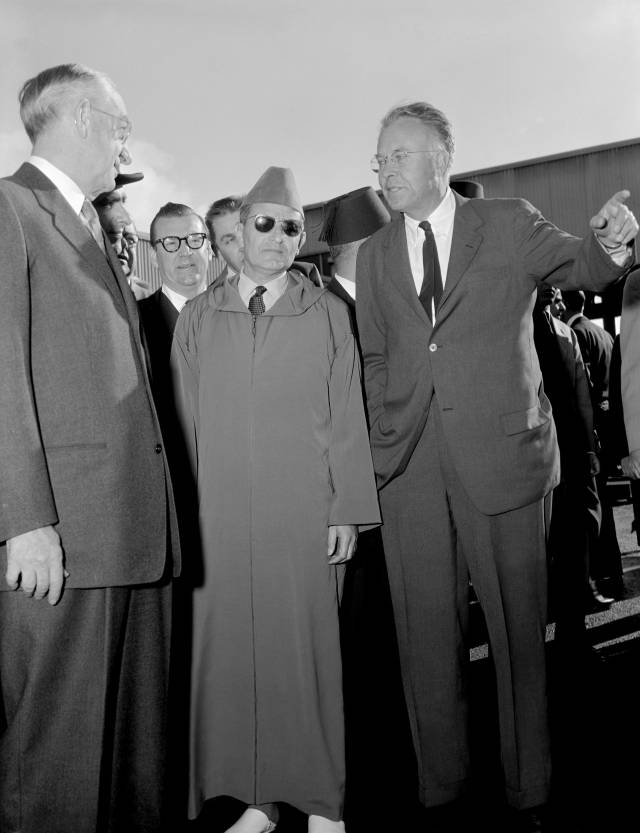
Sultán Mohammed V de Marruecos visitando Lawrence Livermore National Laboratory, Estados Unidos, en 1957

Desde que se independizó de Francia el 2 de marzo de 1956, Marruecos se ha comprometido a fomentar una relación especial con los Estados Unidos, basada en los lazos históricos de ambas naciones y en una sucesión de amistades personales entre Mohammed V, Hassan II y ahora Mohammed VI. y sus homólogos presidenciales estadounidenses. Marruecos también ha desempeñado un papel fundamental en la explicación del papel más amplio de la política árabe en los Estados Unidos. Esto fue particularmente cierto durante el reinado del rey Hassan II.
Después de que Marruecos obtuvo su independencia, el presidente Dwight D. Eisenhower envió un mensaje de felicitación al rey Mohammed V: "Mi Gobierno renueva sus deseos de paz y prosperidad en Marruecos, y me ha pedido que exprese su gratificación de que Marruecos haya elegido libremente". , como nación soberana, para continuar en el camino de sus amistades tradicionales ".
En noviembre de 1957, el rey Mohammed V viajó a Washington para hacer una visita oficial al presidente Eisenhower. Dos años después, el vicepresidente de Eisenhower, Richard Nixon, viajó a Rabat para reunirse con el Rey.
En 1961, el rey Hassan II, el sucesor de Mohammed V, realizó la primera de varias visitas diplomáticas a los Estados Unidos para consultar con el presidente John F. Kennedy. El rey Hassan II viajaría más tarde a Washington para reunirse con los presidentes Lyndon B. Johnson, Jimmy Carter, Ronald Reagan, George H. W. Bush y Bill Clinton.
Durante la Guerra Fría, Marruecos permaneció oficialmente no alineado. Sin embargo, a diferencia de la mayoría de los otros estados árabes, Marruecos mostró simpatías prooccidentales. De hecho, un mes después de realizar ejercicios militares conjuntos con Marruecos frente a las costas del Sahara Occidental en 1986, el entonces Secretario de Defensa, Caspar Weinberger, visitó Marruecos para agradecer al Rey Hassan II por sus esfuerzos en el proceso de paz árabe-israelí. , y por buscar mediar en el choque de Estados Unidos con el líder libio Muammar Qaddafi. En 1987, el gobierno marroquí aceptó el uso de una antigua Base de Comando Aéreo Estratégica de los Estados Unidos abandonada en Ben Guérir como un lugar de aterrizaje transoceánico para los transbordadores espaciales de NASA durante emergencias. En el lado militar, Marruecos firmó acuerdos con el gobierno de los Estados Unidos que permiten a las fuerzas de los Estados Unidos el acceso y los derechos de tránsito a las bases de la Fuerza Aérea de Marruecos.
El presidente Clinton viajó personalmente a Rabat en julio de 1999 para asistir al funeral del rey Hassan II y para conocer al hijo que lo sucedió, el rey Mohammed VI. Al tomar el trono, el rey Mohammed VI dejó en claro que quería continuar la amistad de siglos de antigüedad de su nación con los Estados Unidos. En su primer discurso como Rey en 1999, el Rey Mohammed VI reafirmó la política de su padre de defender la integridad territorial de la nación y fortalecer los lazos con las naciones africanas, los amigos de Europa y los Estados Unidos. Un año después, el rey Mohammed VI hizo su primera visita oficial a Washington.
El principal funcionario de la política exterior de Marruecos en los últimos tiempos ha sido Taieb Fassi-Fihri quien originalmente se desempeñó bajo Hassan II como ministro delegado de Asuntos Exteriores, más tarde ministro de Asuntos Exteriores. Como asesor del Rey Mohammed VI después de 2012, eclipsa al ministro de relaciones exteriores, Mohammed Ben Aissa. Fassi-Fihri toma la iniciativa en ciertos aspectos de la política exterior marroquí, incluidas las relaciones con Estados Unidos.

### 2001-presente
En el siglo XXI, ambos países se han convertido en aliados cercanos en la "guerra contra el terror" mundial. Marruecos fue uno de los primeros estados árabes e islámicos en denunciar los ataques terroristas del 11 de septiembre de 2001 en los Estados Unidos y declarar su solidaridad con el pueblo estadounidense en la lucha contra el terrorismo. Después de los ataques del 11 de septiembre, Marruecos ha sido fundamental para apoyar a los Estados Unidos. Por ejemplo, el rey Mohammed VI presidió un servicio masivo en apoyo de las víctimas de los ataques del 11 de septiembre. Además, la cooperación de seguridad entre los dos países está bien desarrollada. El Rey Mohammed VI colabora con los oficiales de inteligencia y seguridad de los EE. UU. Para proporcionar inteligencia y prevenir posibles ataques terroristas en el Estrecho de Gibraltar en 2002. En enero de 2004, Marruecos fue designado un aliado importante extra-OTAN como recompensa por su colaboración.
Marruecos también desempeña un papel fundamental en la Iniciativa de contraterrorismo transahariano para contener a grupos salafista en las regiones saharianas y saharianas de África occidental. Del mismo modo, cuando Casablanca fue víctima de atentados terroristas de 2003 el 16 de mayo de 2003, el gobierno de los Estados Unidos ofreció a Marruecos los recursos completos de su comunidad militar y de inteligencia. Además, CIA ha utilizado Marruecos como una fuente para reclutar espías de habla árabe.
Los Estados Unidos y Marruecos firmaron un  Acuerdo de libre comercio (TLC) el 15 de junio de 2004, que entró en vigencia el 1 de enero de 2006. El Reino de Marruecos presentó una declaración oficial sobre el tema para una Audiencia en el Congreso de la Cámara de Representantes de los Estados Unidos en junio de 2007. En él se lee, en parte, "Marruecos se complace en ver que los Estados Unidos en los últimos años han aumentado considerablemente su compromiso. en el magreb. Marruecos es un socio de los Estados Unidos desde hace mucho tiempo y nuestra experiencia con su gran nación durante los últimos dos siglos nos ha convencido de que hay mucho que podemos lograr juntos. El TLC entre Marruecos y Estados Unidos es una gran oportunidad para que las empresas estadounidenses aumenten sus cuotas de mercado ... " El TLC también estipula amplias protecciones laborales para ambos países, con un doble enfoque en la transparencia y el mantenimiento de dichas protecciones al tiempo que promueve el crecimiento económico. Las protecciones explícitamente definidas establecidas en la sección Laboral del acuerdo son esencialmente los derechos generales promovidos por la Organización Internacional del Trabajo en su 1998declaración; sin embargo, la sección Laboral también proporciona un marco mediante el cual los países pueden cooperar para ampliar los derechos laborales. Los desarrollos listados como potencialmente perseguidos incluyen el establecimiento de "programas de redes de protección social", la regulación de "condiciones de trabajo" y la creación "oportuna" de "estadísticas del mercado laboral". En 2008, la inversión directa de los Estados Unidos en Marruecos fue de alrededor del 7%, y la ayuda de los Estados Unidos a Marruecos fue de alrededor del 4%. En 2017, la inversión directa de los Estados Unidos en Marruecos aumentó al 21,4%.
El 22 de diciembre de 2009, el gobierno de los Estados Unidos otorgó a Lockheed Martin un contrato de $ 841.9 millones para completar la producción de 24 aviones F-16 para Marruecos. El contrato se sumó a los $ 233 millones iniciales otorgados a Lockheed Martin en junio de 2008 para comenzar la producción de la aeronave.
Marruecos y los Estados Unidos coordinaron los esfuerzos para minimizar las amenazas y ampliar la cooperación en respuesta a incidentes nucleares en enero de 2010. La Administración Nacional de Seguridad Nuclear (NNSA) de los Estados Unidos se asoció con el Centro Nacional de Energía Nuclear, Ciencia y Tecnologías durante cuatro días de entrenamiento y demostraciones en Rabat, Marruecos. Las sesiones de capacitación se llevaron a cabo para abordar posibles emergencias radiológicas e incidentes nucleares. La cooperación bilateral implica intercambios técnicos, eventos de capacitación mutua, ejercicios realizados conjuntamente y asistencia en la gestión de emergencias. Según el Administrador Asociado para Operaciones de Emergencia de la NNSA, Joseph Krol, “el trabajo de la NNSA con Marruecos [es] parte de nuestro esfuerzo más amplio bajo la Iniciativa Global para Combatir el Terrorismo Nuclear para construir y mejorar la capacidad mundial para prevenir y responder a emergencias nucleares y radiológicas ". Según la NNSA, "La cooperación internacional mejorada con Marruecos es un paso importante para contrarrestar [la] amenaza [de terroristas que adquieren un arma nuclear]". El 16 de marzo de 2010, la marroquí Princesa Lalla Hasna, hermana del Rey de Marruecos, se reunió con la secretaria de Estado Hillary Clinton. Discutieron principalmente la celebración del Día de la Tierra en Marruecos, que forma parte de la Carta Nacional para el Medio Ambiente y el Desarrollo Sostenible que el Rey Mohammed VI pidió en su último discurso sobre el Estado de la Nación.
También en marzo de 2010, Marruecos expulsó a los ciudadanos estadounidenses (así como a los ciudadanos de Holanda, Sudáfrica y Nueva Zelanda) que estaban trabajando en un orfanato. Fueron acusados de difundir el cristianismo (que puede ser practicado pero no evangelizado en Marruecos), y se les ordenó que se fueran inmediatamente. Esto dio lugar a que el embajador de los Estados Unidos en Marruecos Samuel Kaplan declarara que las acciones de Marruecos "violan las reglas fundamentales del debido proceso". Además, declaró que Estados Unidos estaba en "angustia" por la decisión.

## Política estadounidense sobre el conflicto del Sáhara Occidental

### Precedentes
Mientras que el presidente Donald Trump aún tenía que anunciar públicamente su postura sobre el conflicto sobre Sahara Occidental, al igual que su antecesor, el presidente Barack Obama, el presidente Bill Clinton sentó un precedente que El presidente George W. Bush siguió. Tanto los presidentes Clinton como Bush se pusieron del lado de Marruecos y mantuvieron la posición de que "la auténtica autonomía bajo la soberanía marroquí [es] la única solución viable". Además, según un informe del Servicio de Investigación del Congreso (CRS) publicado en diciembre de 2008, la posición oficial del gobierno de los Estados Unidos es apoyar a Marruecos en la disputa sobre el Sahara Occidental. El informe declaró: "Estados Unidos apoya el esfuerzo de la ONU y ha instado a las partes a que se centren en la autonomía, una solución que no desestabilizaría a su aliado, Marruecos". Militarmente, los Estados Unidos han sido la principal fuente de armamento de Marruecos en el conflicto sobre el Sahara Occidental. Los Estados Unidos proporcionaron el mayor apoyo para la Real Fuerza Aérea Marroquí, que fue crítica cuando el Frente Polisario comenzó a usar armas construidas en la Unión Soviética como la superficie SA-6 construida por los soviéticos Misiles al aire para contrarrestar la creciente efectividad de la Real Fuerza Aérea de Marruecos. Por lo tanto, los Estados Unidos tienen una historia de apoyo a Marruecos en su conflicto por el Sáhara Occidental.

### 1975–2006
En la década de 1970, Estados Unidos hizo un esfuerzo por modernizar los militares de Marruecos para ayudar con su conflicto sobre el Sahara Occidental. Los Estados Unidos se centraron particularmente en la Real Fuerza Aérea Marroquí de Marruecos. La ayuda de los Estados Unidos fue especialmente importante cuando el Polisario desplegó misiles tierra-aire SA-6 de fabricación soviética para contrarrestar la creciente eficacia de la Real Fuerza Aérea de Marruecos. Sin embargo, la Administración Carter encadenó el apoyo militar y la venta de armas a Marruecos con condiciones previas, declarando que los EE.UU. solo intercambiarían suministros militares con Marruecos con el fin de modernizar el ejército de Marruecos, pero no para ayudar con el conflicto sobre el Sahara Occidental. Por otro lado, la Administración Reagan eliminó todas las condiciones para apoyar a los marroquíes, ya que la necesidad de establecer bases en el Norte de África para la Fuerza de Tarea Conjunta de Despliegue Rápido hizo que el acceso a los aeródromos de Marruecos fuera estratégicamente importante. Comenzando con la Administración George H. W. Bush, el enfoque de los esfuerzos de asistencia de seguridad de los EE. UU. en Marruecos se centró en mantener y mantener el equipo de origen de los EE. UU. en las Fuerzas Armadas Marroquíes.
En la década de 1980 y principios de la década de 1990, Marruecos obtuvo alrededor de 1.000 millones de dólares anuales de Arabia Saudita para comprar armas y suministros de los Estados Unidos para luchar contra el POLISARIO y defender su reclamación al Sahara Occidental. En noviembre de 1986, el ejército de los Estados Unidos realizó ejercicios conjuntos con Marruecos frente a la costa del Sáhara Occidental. En septiembre de 1987, el gobierno de los Estados Unidos vendió Marruecos 100 tanques M-48A5, utilizados para terrenos desérticos. A fines de la década de 1990 y principios de la década de 2000, Estados Unidos permaneció relativamente callado sobre el tema, aunque brindó un apoyo tácito a Marruecos.

### 2007–2008
En 2007, Marruecos ofreció al POLISARIO una propuesta de autonomía como solución inmediata y permanente entre las dos partes. Algunos autores afirman que es el primer enfoque no maximalista que ambos lados han ofrecido, mientras que otros lo describen como un antiguo intento (copiado de una propuesta de 2003) sin credibilidad. Teóricamente, en el plan de autonomía de Marruecos, las únicas cuestiones que el gobierno marroquí controlaría para el Sáhara Occidental serían las relaciones internacionales y la seguridad nacional y extranjera. El Sáhara Occidental controlaría todos los demás asuntos, incluidos: administración gubernamental, impuestos, educación, presupuestos, vigilancia y elección de funcionarios (aunque los movimientos pasados de marroquíes al Sáhara Occidental no se revertirán).
Si bien las dos administraciones presidenciales de los EE. UU. actuales y anteriores no se han involucrado profundamente en la disputa sobre el Sáhara Occidental, la idea de resolver el conflicto a favor de Marruecos tiene muchos seguidores en los círculos políticos de los EE. UU., Incluido el firme apoyo de la Cámara de Representantes de los EE. UU. en junio de 2007, la ex Secretaria de Estado Madeleine Albright, 173 miembros del Congreso de los principales partidos políticos estadounidenses y 15 figuras influyentes involucradas en la seguridad nacional y la política exterior firmaron una carta al presidente George W. Bush para alentar al presidente involucrarse y ayudar a poner fin a la lucha. La carta cita la estabilidad internacional, la guerra contra el terrorismo, la integración económica y una alianza de larga data con Marruecos como algunas de las razones para apoyar a Marruecos y cerrar el conflicto sobre el Sahara Occidental. La carta decía: "El compromiso de Marruecos merece el apoyo de la comunidad internacional ..."

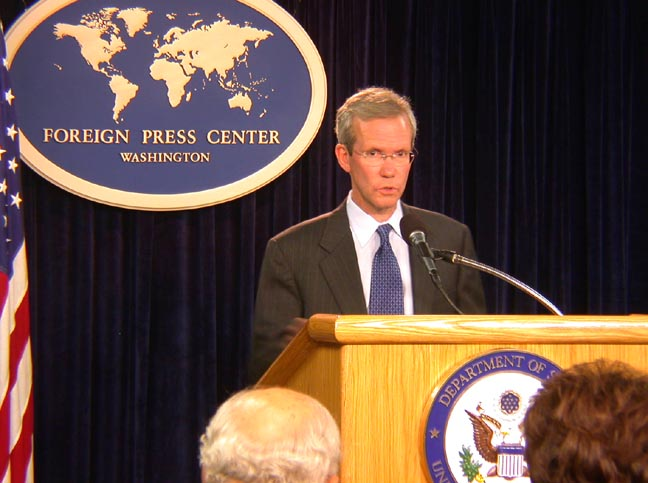
Foto del ex Subsecretario de Estado, David Welch (2005–2008) quien en 2007 expresó un fuerte apoyo a Marruecos y su plan de autonomía en el conflicto sobre el Sáhara Occidental, calificando el plan como "serio". y creíble "solución.

Del mismo modo, en una declaración oficial para una audiencia en el Congreso celebrada en junio de 2007, el Reino de Marruecos afirmó: “Reconocemos que se deben hacer compromisos fundamentales para resolver este problema y liberar a nuestra región para avanzar juntos. La reciente iniciativa de Marruecos en el Consejo de Seguridad de las Naciones Unidas, apoyada en la carta firmada por 173 miembros del Congreso, tiene como objetivo demostrar nuestra voluntad de hacer tales compromisos en interés de todos los pueblos del Magreb y en particular del Sahara. Con ese mismo espíritu, apreciamos la atención de su Comité al ayudarnos a hacer avanzar esta cuestión hacia una resolución exitosa ".
Hablando en la misma audiencia de 2007, el ex US Secretario de Estado Adjunto, David Welch expresó que el Departamento de Estado apoyó a Marruecos en el tema del Sahara Occidental. Explicó que el conflicto es un "... elemento desestabilizador [que] frustra los lazos regionales, que son necesarios para la expansión económica, y ha tenido un efecto en la cooperación de gobierno a gobierno dentro del Magreb". Luego afirmó la función del Departamento de Estado al afirmar: "Hemos acogido con satisfacción, Sr. Presidente, la reciente iniciativa de Marruecos para resolver la disputa ... Consideramos que la propuesta de Marruecos de proporcionar una autonomía real para el Sahara Occidental es seria y creíble ". A la inversa, con respecto a la propuesta del Frente Polisario, Welch declaró: "La propuesta POLISARIO ... no parece, a nuestro juicio, contener nuevas ideas ..."
En respuesta a la carta de 2007 dirigida al presidente Bush, el informe del Servicio de Investigación del Congreso de 2008 declaró: “EE. UU. los funcionarios preferirían una solución a la disputa del Sahara Occidental que no desestabilizaría el gobierno de Mohammed VI. También creen que un acuerdo mejoraría la estabilidad regional y la prosperidad económica ".
A pesar de todo esto, los Estados Unidos todavía no habían reconocido formalmente la autoridad legítima de Marruecos sobre el Sahara Occidental ni la soberanía del Sahara Occidental. Sin embargo, el Informe 2008 de CRS señaló que en 2007 los EE. U Subsecretario de Estado, Nicholas Burns respaldó el plan de autonomía de Marruecos de 2007 como "serio y creíble".
A partir de 2008, las fuerzas marroquíes en el Sahara Occidental suman alrededor de 100,000 (la mayoría del Ejército Marroquí), mientras que el POLISARIO solo cuenta con el apoyo de unos 3,000 a 6,000 soldados.

### 2009 – 2020
En abril de 2009, 229 miembros de la Cámara de Representantes de los Estados Unidos, una mayoría clara y más de 50 más que firmaron la carta en 2007, pidieron al presidente Barack Obama que apoye el plan de paz de Marruecos y ayude a cerrar el conflicto. Los firmantes incluían al líder de la mayoría demócrata Steny Hoyer y al líder de la minoría republicana John Boehner. Además de señalar que el Sahara Occidental se ha convertido en un puesto de reclutamiento para los islamistas radicales, la carta afirmaba que el conflicto es "el mayor obstáculo para la seguridad y la cooperación necesaria para combatir" el terrorismo en el Magreb. La carta hacía referencia a la Resolución 1813 (2008) del Consejo de Seguridad de la ONU, y alentaba al presidente Obama a seguir la política establecida por el presidente Clinton y luego al presidente Bush afirmando que "la autonomía genuina bajo la soberanía marroquí [es] la única solución viable". Los congresistas expresaron su preocupación por la viabilidad del Sáhara Occidental. Hicieron referencia a una misión de investigación de la ONU al Sáhara Occidental que confirmó la opinión del Departamento de Estado de que la propuesta del Polisario, que en última instancia representa la independencia, conduciría a un estado no viable. Para concluir, la carta decía: "Seguimos convencidos de que la posición de los EE. UU. Que favorece la autonomía del Sahara Occidental bajo la soberanía marroquí es la única solución viable. Le instamos a que respete esta política de larga data y que aclare, con palabras y acciones, que Estados Unidos trabajará para garantizar que el proceso de las Naciones Unidas continúe respaldando este marco como el único compromiso realista que puede generar este desafortunado y prolongado proceso. conflicto a su fin ".
Los miembros del Senado de los EE. UU., que se dieron cuenta de “tendencias preocupantes” similares en la región, también redactaron una carta de apoyo para Marruecos. En marzo de 2010, una mayoría bipartidista de senadores de los Estados Unidos firmó una carta al secretario de Estado Hillary Clinton pidiendo que Estados Unidos apoye el plan de autonomía de Marruecos. Similar a la carta de la Cámara de Representantes al presidente Obama, los 54 senadores bipartidistas (30 demócratas y 24 republicanos) que firmaron la carta expresaron inquietudes sobre la creciente inestabilidad en la región, incluida una amenaza terrorista. La carta instó abiertamente a la Secretaria Clinton y a la Administración de Obama a que brinden: "... más atención estadounidense sostenida a uno de los problemas políticos más apremiantes de la región, el Sahara Occidental". La carta decía además: "Como reconoció en sus comentarios en Marruecos en noviembre pasado, ha sido la política de los Estados Unidos apoyar una resolución de este conflicto basada en esta fórmula desde la administración del presidente Clinton. Apoyamos esta política bipartidista de los Estados Unidos y los esfuerzos de las Naciones Unidas para reunir a todas las partes para resolver este asunto pacíficamente en la mesa de negociaciones ". Los firmantes incluyeron a la Presidenta del Comité de Inteligencia del Senado, la senadora Dianne Feinstein (D-CA) y al Senador Kit Bond miembro de mayor rango del Comité de Inteligencia (R-MO). En lo que respecta al plan de autonomía de Marruecos, el senador Feinstein dijo: "En mi opinión, Marruecos ha sido un aliado incondicional de Estados Unidos, este es un gran problema y esta es una forma razonable de resolverlo".

### 2020 - presente
El 2 de octubre de 2020 durante la visita del secretario de defensa Mark Esper a Marruecos en una gira por el norte de África, Washington y Rabat firmaron un acuerdo para la cooperación total en el campo estratégico militar, la adquisición de armas y equipos, el entrenamiento militar en todos los sectores, así como inteligencia entre los dos países.
El 10 de diciembre de 2020, el gobierno del presidente estadounidense Donald Trump reconoció oficialmente la soberanía marroquí sobre el Sáhara Occidental, en un intercambio de favores para que dicho país establezca relaciones diplomáticas formales y reconozca al Estado de Israel. La maniobra diplomática incluye al acuerdo militar visto anteriormente, más un programa de inversiones destinadas al reino alauita, además del acceso a la compra de los cazas de quinta generación F-35 norteamericanos, antes vetados al país.